# The Royal Tailor
The Royal Tailor (en hangul, 상의원; romanización revisada, Sanguiwon) es una película surcoreana de época, de 2014, un drama romántico y de intrigas palaciegas (con elementos de tragicomedia); la película fue dirigida por el director Lee Won-suk y protagonizada por Han Suk-kyu, Go Soo, Park Shin-hye y Yoo Yeon-seok.

## Argumento
Al comienzo de la película, en la Corea del Sur actual, en una rueda de prensa son revelados los hallazgos de importantes piezas de vestuario de la antigua Realeza de Joseon y se destaca la figura del sastre real Jo Dol-seok como el presunto autor de esos vestuarios y el hombre que revolucionó la moda de la Dinastía Joseon en su época. Luego la película da un salto al pasado para narrar la historia real detrás de esa vestimenta.
Son los primeros tiempos del reinado del Rey Yeongjo (Yoo Yeon-seok), un personaje histórico real que reinó entre 1724 y 1776; el joven Rey siente afecto por el sastre real Jo Dol-seok (Han Suk-kyu), que es el jefe del Sanguiwon, el departamento de la Corte Real encargado de la vestimenta del Rey y su familia. Jo Dol-seok ha trabajado durante 30 años en el Sanguiwon, y, finalmente, debido a su prestigio profesional y a la simpatía del Rey, está a punto de ser elevado a la categoría de noble, un gran logro para alguien de origen plebeyo muy pobre.
Paralelamente la película va introduciendo el personaje de Lee Gong-jin (Go Soo), un humilde pero talentoso sastre, un hombre mujeriego, encantador, pícaro y alegre que vive y trabaja en una casa de Kisaeng (cortesanas que entretenían a hombres adinerados), gracias a lo cual es amigo de algunos aristócratas que pertenecen a la Corte Real.
Un día ocurre un desafortunado incidente cuando una dama asistente de la Reina quema accidentalmente una túnica del Rey; por esta razón la Reina Jeongseong (Park Shin-hye), recurre a Jo Dol-seok para que la repare para el día siguiente, ya que el Rey debe usarla en una ceremonia solemne. Pero el sastre real se niega, ya que alega que es imposible en tan poco tiempo y porque además va contra las costumbres de la Corte. La Reina está angustiada y ansiosa por cubrir el error cuya responsabilidad debería asumir, y entonces uno de los amigos de Lee Gong-jin, Pan-soo (Ma Dong-seok), lo recomienda a la Reina y le dice que es el hombre que puede salvarla del problema. La Reina esperanzada manda a llamar al humilde y desconocido diseñador.
Al conocerla, Lee Gong-jin se enamora a primera vista de la joven y bella Reina, y por eso pone todo su empeño en reparar la túnica del Rey a tiempo. El resultado es tan magnífico que el Rey queda encantado y tiene palabras de elogio para el trabajo del humilde sastre, lo que produce los primeros celos del sastre real.
Gracias a este éxito y encantado por la sincera gratitud de la Reina, Lee Gong-jin comienza a trabajar en el Sanguiwon, pero eso produce una creciente rivalidad entre él y el sastre real Jo Dol-seok que centrará toda la historia de la película.
Lee Gong-jin siente sincero aprecio y admiración por el veterano sastre real, pero Jo Dol-seok tiene sentimientos encontrados respecto a su joven colega; por una parte en ocasiones llega a simpatizar con la alegre personalidad del joven y se inclina a tener una amistad con él, pero por otro lado siente celos profesionales y una enfermiza envidia por el éxito del joven diseñador. Y es que Lee Gong-jin, con su talento innovador y audaz, está revolucionando la moda de Joseon, con cosas tales como la fabricación de hanboks (trajes típicos coreanos) poco convencionales, en el caso de los hanboks femeninos inventando el diseño en forma de campana, e introduciendo nuevos colores, lo que ha encantado a las mujeres de la capital del Reino. El viejo sastre real, con su apego al uso de las formas tradicionales, no puede rivalizar con el revolucionario estilo del joven diseñador, por lo que teme perder el puesto que le costó toda una vida conquistar.
Paralelamente a la competencia crecientemente tensa entre los dos sastres, en la Corte se libra otra lucha dramática y amarga. La Reina lleva ya varios años casada con el Rey, ya que se casaron antes de que él se convirtiera en Rey, cuando aún era un Príncipe; sin embargo, la Reina sigue siendo virgen, pues el Rey se niega a mantener relaciones sexuales con ella, a pesar de ser ella una joven hermosa y con una personalidad dulce y encantadora.
El Rey es víctima de los traumas y complejos psicológicos que le ocasionó su medio-hermano mayor, el Príncipe que estaba originalmente destinado a ser Rey. Durante la mayor parte de su joven vida el Rey fue humillado y maltratado psicológicamente por su hermano mayor, que pretendía recordarle quién iba a ser el Rey y quién era inferior en rango; y como parte de esas humillaciones siempre lo obligaba a conformarse con las sobras que le dejaba su hermano mayor.
El Rey conoció a su futura esposa siendo ambos adolescentes y se sintió atraído románticamente por ella, pero después ella fue incluida en el grupo de las chicas entre las que su hermano mayor debía escoger esposa, y su hermano escogió a otra, pero entonces le pidió al padre de ambos (el entonces Rey) que la entregara a ella, a la chica que había descartado o desechado, como esposa para su hermano menor. El futuro Rey sintió que su esposa era entonces otra de las "sobras" que su hermano mayor le hacía digerir con desprecio, por lo que desarrolló una aversión por su esposa que no le permitía tocarla, a pesar de que la dulce e inocente chica estaba enamorada de él.
La Reina sufre amargamente en silencio por ser rechazada por su marido, y para empeorar las cosas el Primer Ministro y otros altos funcionarios del gobierno presionan al Rey para que la repudie, disuelva su matrimonio y la destrone, reemplazándola con una nueva Reina, alegando la necesidad de que nazca pronto un Heredero de la Corona; lo que en realidad pretenden estas facciones es aumentar su poder dentro de la Corte colocando como nueva Reina a una joven emparentada con uno de los cabecillas de la conspiración. Sabiéndolo, el Rey se resiste a destronar a la Reina para no aumentar el poder de quienes pretenden manejarlo como un títere; pero entonces se encapricha u obsesiona con una joven que es hija de uno de los intrigantes, Soui (Lee Yu-bi), y la convierte en Concubina Real (una especie de segunda esposa del Rey). La arrogante y codiciosa nueva Concubina Real pretende conseguir que el Rey se decida a destronar a la Reina y convertirla a ella en la nueva Reina Consorte.
En medio de su desesperada situación la Reina se refugia cada vez más en una creciente amistad con el sastre Lee Gong-jin, que se convierte en su confidente y en su consuelo ante el dolor y la soledad; el sastre cada vez está más enamorado de la Reina, y en el fondo ella parece desarrollar sentimientos románticos por él, pero ambos se reprimen. Lee Gong-jin utiliza su talento para sabotear las intrigas contra la Reina, estimulando la atracción del Rey por otras mujeres a las que toma como amantes, y así alejarlo de la Concubina Real. Pero los intrigantes, aliados con el sastre real, consiguen que el Rey tome medidas contra el trabajo del joven diseñador, lo que lo aleja del Palacio.
El clímax de la película llega cuando se aproxima la visita de una delegación diplomática china que viene a recibir el testimonio de vasallaje del Rey de Joseon al Emperador de China en una importante ceremonia solemne. La ocasión será aprovechada por los intrigantes para conseguir que el Rey destrone definitivamente a la Reina, al convertir a la Concubina Real en la protagonista del evento al lado del Rey, desplazando a la Reina; el sastre real Jo Dol-seok, deseoso de apuntalar su posición, se pone al servicio de los enemigos de la Reina y se dispone a diseñar un vestido que haga brillar a la Concubina Real. Pero su joven rival, Lee Gong-jin, está decidido a salvar a la Reina de la que está enamorado, y se compromete con ella a hacer el vestido más espectacular de la historia, que la haga lucir como la mujer más bella del mundo; pero para ello Lee Gong-jin dice que debe tomarle las medidas corporales personalmente y no que lo haga una asistente femenina. Entonces la Reina y el joven diseñador arriesgan sus propias vidas al romper el tabú de que la Reina no puede estar a solas con un hombre que no sea el Rey, y permitir que sus manos la toquen o tan siquiera la rocen; lo que lleva al momento más romántico o sutilmente erótico de la película. Mientras tanto, el sastre real se entera del trabajo de su joven rival para diseñar el vestido de la Reina, y eso lo hace obsesionarse en su propio trabajo en el vestido de la Concubina Real para ganarle la competencia a su adversario.
El día de la ceremonia se enfrentan las dos mujeres en sus respectivas apariciones y los trabajos de los dos sastres; y el maravilloso traje diseñado por Lee Gong-jin consigue la victoria al dejar a todos boquiabiertos con la belleza de la Reina y opacar a la Concubina y su vestido. El Rey queda embelesado y orgulloso de la belleza de la Reina, y los intrigantes constatan que han perdido y que la Reina no será destronada. Por su parte el sastre real queda humillado y se hunde en la rabia y el resentimiento.
Pero después el Rey, que ahora se siente de nuevo enamorado de la Reina y desea consumar el matrimonio con ella, se da cuenta de la cercanía afectiva entre la Reina y el joven sastre, y su personalidad insegura y acomplejada lo hace enloquecer con los celos. El despótico Rey decide vengarse del sastre por el imaginario agravio y aprovechar para destruir a los intrigantes de la Corte que han querido manipularlo para restarle poder; y se inventa una falsa conspiración para asesinarlo en la que involucra al sastre como autor material. El viejo sastre real es cómplice del Rey para falsificar las pruebas e inculpar a su rival por traición.
Lee Gong-jin defiende su inocencia con el apoyo de la Reina, pero cuando el Rey amenaza a la Reina con inculparla en el falso crimen lo que podría llevarla a ser condenada a muerte, el joven sastre, para salvar la vida de la Reina a la que ama, acepta la culpa del crimen que no cometió, por lo que es condenado a muerte. La Reina, decepcionada al descubrir la naturaleza perversa del Rey, rompe emocionalmente con él y así muere lo que quedaba de su amor por su esposo.
El sastre real Jo Dol-seok, no contento con haber ayudado a llevar a su rival Lee Gong-jin a las puertas de la muerte, le dice que va a destruir su legado y va a borrar su nombre de la historia, para que nadie sepa que existió un diseñador con su nombre y el papel que tuvo en el mundo de la moda de Joseon. Atormentado por el dolor, el miedo y la desesperación, pero impotente y resignado Lee Gong-jin es ejecutado en el cadalso. La Reina, rota de dolor, llora amargamente por su muerte, y contradictoriamente el viejo sastre Jo Dol-seok también llora la muerte del rival al que ayudó a matar, y que siempre quiso ser su amigo.
Al final el sastre real consiguió ser elevado a la dignidad de noble, pero se muestra que a la larga perdió el favor del Rey y fue olvidado por él. Pero la película vuelve al presente y se demuestra que injustamente el nombre del joven Lee Gong-jin fue efectivamente borrado de la historia, y sus obras, como el espectacular vestido que hizo para la Reina, son atribuidas erróneamente a la autoría del sastre real Jo Dol-seok, su envidioso enemigo.

## Elenco
- Han Suk-kyu como Jo Dol-seok, el sastre real y jefe del Sanguiwon.
- Go Soo como Lee Gong-jin, un joven sastre que revoluciona la moda de la Corte Real y de todo Joseon.
- Park Shin-hye como la Reina Jeongseong (un personaje histórico real, ficcionado parcialmente para la película), la Reina Consorte de Joseon.
- Yoo Yeon-seok como el Rey Yeongjo (un personaje histórico real, ficcionado parcialmente), el 21° Rey de Joseon.
- Lee Yu-bi como la Concubina Real Soui.
- Ma Dong-seok como Pan-soo, un noble y miembro de la Corte Real.
- Kim Dong-hwi como el Gran príncipe.[7]

## Producción
La filmación comenzó el 21 de febrero de 2014 y concluyó el 2 de julio de 2014.
Más de 1.000 hanbok aparecen en la película, con la actriz Park Shin-hye vistiendo 30 piezas intrincadamente bordadas. Se gastaron 1.000 millones de wones surcoreanos (909.000 dólares estadounidenses) en vestuario, una parte significativa del presupuesto total de 7.200 millones de wones de la película. La diseñadora de vestuario Jo Sang-gyeong dijo que se inspiró en la ropa durante el reinado del Rey Yeongjo que, según los registros históricos, fue cuando comenzaron a ponerse de moda el jeogori corto (la chaqueta que se coloca en la parte superior del vestido), y las faldas en forma de jarra.